# Anton von Vogl
Anton Vogl, ab 1896 Ritter von Vogl (* 23. März 1834 in Reichenhall; † 17. Juni 1913) war ein bayerischer Generalstabsarzt und Chef des Militärsanitätswesens der Bayerischen Armee.

## Leben
Vogl war der Sohn eines bayerischen Stabsarztes. Er bezog nach bestandener Reifeprüfung als Medizinstudent die Ludwig-Maximilians-Universität München und wurde dort Mitglied des Corps Isaria. Nach Abschluss seiner Studien war er ab Dezember 1857 als Assistenzarzt an der Chirurgischen Abteilung des Allgemeinen Krankenhauses in München beschäftigt. 1858 wurde er im Fach Chirurgie und Geburtshilfe zum Dr. med. promoviert. Im August 1858 trat er als Unterarzt bei der Kommandantschaft Würzburg in die Bayerische Armee ein. Im April 1859 wurde er zur Kommandantschaft München und am 14. Mai desselben Jahres zum Infanterie-Leib-Regiment versetzt, wo er am 25. November 1863 zum Bataillonsarzt befördert wurde. Während des Krieges gegen Preußen 1866 diente er als Chefarzt des Bundesspitals der Festung Mainz und im Deutsch-Französischen Krieg 1870/71 beim Stab der 1. Infanterie-Division, mit dem er unter anderem die Schlacht bei Wörth und die Belagerung von Paris mitmachte. Für sein Wirken mit dem Eisernen Kreuz am weißen Bande sowie dem Ritterkreuz II. Klasse des Militärverdienstordens mit Schwertern ausgezeichnet, rückte Vogl nach der Demobilisierung wieder in das Infanterie-Leib-Regiment ein und wurde dort am 1. April 1872 zum Stabsarzt befördert.
Während der Choleraepidemie in München 1874 wirkte Vogl als ordinierender Arzt der Cholerastation im Garnisonslazarett und erhielt im Jahr darauf das Ritterkreuz I. Klasse des Verdienstordens vom Heiligen Michael. 1878/79 hatte er einen Lehrauftrag für Militär-Gesundheitslehre an der Münchner Kriegsakademie. 1878 zum Oberstabsarzt II. Klasse befördert, wurde Vogl im November 1881 mit der Funktion des Chefarztes im Garnisonslazarett betraut. Im Februar 1883 wurde er Regimentsarzt, im Juli 1883 Oberstabsarzt I. Klasse. Am 15. Juni 1885 wechselte er als Chefarzt des Garnisonslazaretts München zur Kommandantur der Haupt- und Residenzstadt München. Von 1889 bis 1895 war er als Vorstand zum Operationskurs für Militärärzte versetzt. Im September 1890 erhielt er den Charakter als Generalarzt 2. Klasse, im September 1893 als Generalarzt 1. Klasse. Am 4. Juni 1895 wurde er als Nachfolger von Karl von Lotzbeck zum Generalstabsarzt der Armee sowie Chef des Sanitätskorps und der Medizinalabteilung im Kriegsministerium ernannt. In dieser Eigenschaft erhielt er am 16. Januar 1896 das Ritterkreuz des Verdienstordens der Bayerischen Krone. Mit der Verleihung war die Erhebung in den persönlichen Adelsstand verbunden und er durfte sich nach der Eintragung in die Adelsmatrikel „Ritter von Vogl“ nennen.
Nachdem ihn Prinzregent Luitpold Anfang Januar 1900 mit dem Komturkreuz des Militärverdienstordens ausgezeichnet hatte, wurde Vogl am 24. Januar 1900 in Genehmigung seines Abschiedsgesuches und unter Verleihung des Ranges als Generalleutnant mit dem Prädikat „Exzellenz“ mit der gesetzlichen Pension zur Disposition gestellt. Er war auch Inhaber des Roten Adlerordens II. Klasse.

## Veröffentlichungen
- Vom Gefechts- zum Verband-Platze. Eine feldärztliche Studie. München 1873 (Online)
- Erfahrungen über Cholera mit besonderer Würdigung und Darlegung der Temperatur-Verhältnisse des menschlichen Körpers in den verschiedenen Stadien dieser Krankheit. München 1874 (Online)